# Anales de la Construcción y de la Industria
Anales de la Construcción y de la Industria fue una revista española publicada entre 1876 y 1890.

## Historia
De periodicidad quincenal y dirigida por Eduardo Saavedra, apareció entre 1876 y 1890, durante la Restauración. Presentaba un contenido variado y en ella se publicaban artículos, reseñas y noticias relacionados con la tecnología, la arquitectura y la ingeniería. Existe una edición digitalizada, a cargo del Ministerio de Fomento.